# Prunella
- Commons
- Wikispecies

Prunella é um gênero botânico da família Lamiaceae, encontrado na Europa, Ásia e norte da África.

## Sinonímia
- Brunella Mill.
- Prunellopsis Kudô

## Espécies selecionadas
- Prunella albanica Pénzes
- Prunella asiatica Nakai
- Prunella grandiflora (L.) Scholler
- Prunella hastifolia
- Prunella hispida Bentham
- Prunella hyssopifolia L.
- Prunella japonica Makino
- Prunella laciniata (L.) L.
- Prunella orientalis Bornm.
- Prunella vulgaris L.

## Classificação do gênero
| Sistema | Classificação                        | Referência               |
| ------- | ------------------------------------ | ------------------------ |
| Linné   | Classe Didynamia, ordem Gymnospermia | Species plantarum (1753) |